# 정영애
정영애(鄭英愛, 영어: Chung Young-ai, 1955년~)은 대한민국의 여성학자, 여성운동가, 대학행정가이자, 대통령비서실의 균형인사비서관 및 인사수석비서관을 역임한 정무직공무원이었으며, 2020년 12월부터 제9대 여성가족부 장관이다.

## 교육
서울 진명여고를 졸업하여 이화여자대학교 사회학과에서 학사학위와 1981년 문학석사 학위(사회학과, 지도교수: 조형)를 취득했다. 이후 1997년 동 대학원 여성학과에서 문학박사 학위를 (여성학과 가족전공, 지도교수: 장필화) 취득했다. 해당 학위 취득은 국내 첫 '여성학' 박사학위로 기록되었다.

## 주요 경력

### 교육, 연구, 대학행정
- 1983~: 이화여대, 한양대 등 강사
- 1997: 한국여성학회 연구위원
- 2006. 3.~2006. 6.: 서울사이버대 총장 직무대행
- 2006. 3.~2007. 12.: 서울사이버대 부총장 및 교무처장(겸직)[5][6]
- 2008: 서울사이버대 사회복지대학 노인복지학과 교수
- 서울사이버대 사회복지대학 사회복지전공 및 아동복지전공[7] 교수
- 2010.11: 한국여성학회 제27대 회장[8]
- 2011. 4.: 서울사이버대 교무처장[6]
- 2013: 서울사이버대 사회복지전공 대학원장
- 2017.~2020. 8.: 서울사이버대 부총장

### 여성운동
- 1996~1998: 한국여성민우회 고용평등추진본부 정책위원장
- 1997: 한국여성단체협의회 근로여성위원[9]
- 세계여성학조직(WOWS) 한국위원회[10]
- 한국여성재단 이사

### 여성 정책 및 행정
- 1997: 정무2장관실 (여성가족부의 전신) 자문위원
- 1998. 10.~2003. 9.: 충청북도 초대 여성정책관 (행정부지사 직속기구)[11][12]
- 2003. 1.: 노무현 정부 대통령직인수위원회 사회·문화·여성분과 위원[13][주해 1]
- 2003. 12.~2006. 2.: 노무현 정부 대통령비서실 균형인사비서관
- 2007. 12.~2008. 2.: 노무현 정부 대통령비서실 인사수석비서관
- 2017~2019: 저출산고령사회위원회 민간위원
- 국가통계위원회 사회통계2분과 위원
- 2020. 12. 29.~: 여성가족부 장관[15][16][17][18]

## 주요 연구 및 보고서
정영애의 서울사이버대학교 교수 상세소개에 소개된 주요 연구 목록은 아래와 같다.
- Chung, Young Ai (2016). “A feminist pedagogy through online education”. 《Asian Journal of Women's Studies》 (Routledge) 22 (4): 372-391. doi:10.1080/12259276.2016.1242939.
- 정영애 (2015). 〈4장 젠더 이슈의 정치학과 균형인사〉. 《나의 페미니즘 레시피 (장필화,김경희,차인순,정영애,서정순,문경란,원미혜,이미경,정진주,김정희,이안소영,김엘리,강선미,이명선,노지은 공저)》. 서해문집. ISBN 9788974837211.
- "저출산 문제와 한국 보육정책 파라다임의 전환", 한국인구학회 후기 학술대회, 2014.11.
- 『탈북여성 일가정양립 실태연구』,북한이탈주민지원재단, 2013(공동연구).
- "일,삶 균형이 가능한 보육정책 확립 방안", 한국여성민우회, 2013.11.
- 정영애 (2013). “노인장기요양정책과 돌봄노동”. 《젠더리뷰》 (한국여성정책연구원(구 한국여성개발원)) 30 (가을호): 52-58. 2021년 12월 2일에 원본 문서에서 보존된 문서.

## 주요 입장
- 노인 복지 정책에서 여성노인에 대한 성인지적 정책이 이루어져야 한다는 입장이며. 또한 초고령 노인이나 스스로 몸을 돌보지 못하는 노인을 돌보는 일을 여성이 주로 담당하는 역할을 사회가 함께 나눠야 한다는 입장이다.[19]
- 2020년 9월 낙태죄 전면 폐지를 요구하는 공동선언문에 여성계 원로 100인 중 한 명으로 참여했다.[10]

## 수상 내역
- 2002년: 여성신문사 선정 ‘제2회 미래를 이끌어갈 여성지도자상’[10]

### 주해
1. ↑  정영애는 당시 노 당선인의 직접 인선이 아닌, 민주당 이미경 의원 등 노 당선인의 핵심 인물들의 추천으로 인선된 것으로 알려졌다.[14]